# 162 v. Chr.
Portal Geschichte | Portal Biografien | Aktuelle Ereignisse | Jahreskalender | Tagesartikel

◄ |
3. Jahrhundert v. Chr. |
2. Jahrhundert v. Chr. |
1. Jahrhundert v. Chr. |
►

◄ | 180er v. Chr. | 170er v. Chr. | 160er v. Chr. | 150er v. Chr. |
140er v. Chr. |
►

◄◄ | ◄ | 165 v. Chr. | 164 v. Chr. | 163 v. Chr. | 162 v. Chr. |
161 v. Chr. |
160 v. Chr. |
159 v. Chr. |
► |
►►
Staatsoberhäupter

## Ereignisse
- Der römische Gesandte im Seleukidenreich, Gnaeus Octavius, wird ermordet. Demetrios I. flieht aus seiner Geiselhaft in Rom, ermordet seinen minderjährigen Neffen Antiochos V. und dessen Regenten Lysias und macht sich selbst zum Herrscher im Seleukidenreich. Die Anerkennung des Römischen Reichs wird ihm allerdings verweigert, obwohl er sowohl den Mörder des Octavius als auch den makedonischen Rebellen Andriskos an die Römer ausliefert.

## Geboren
- Tiberius Sempronius Gracchus, römischer Politiker († 133 v. Chr.)

## Gestorben
- Gnaeus Octavius, römischer Politiker
- Antiochos V., König des Seleukidenreiches (* um 173 v. Chr.)
- Lysias, Regent im Seleukidenreich